# Ievguenia Belova
Ievguenia Belova (en russe : Евгения Белова) est une ancienne joueuse de volley-ball russe née le 30 août 1988. Elle mesure 1,80 m et jouait au poste de réceptionneuse-attaquante. 

## Clubs
| Club                  | De        | À         |
| --------------------- | --------- | --------- |
| Sparta Nijni Novgorod | 2002-2003 | 2004-2005 |
| Toulistsa Toula       | 2005-2006 | 2006-2007 |
| Olimpus Neftekamsk    | 2010-2011 | 2011-2012 |
| Volga-Tcheboksary     | 2010-2011 | 2011-2012 |
| Sparta Nijni Novgorod | 2012-2013 | 2012-2013 |
| Iskra Samara          | 2013-2014 | 2013-2014 |